# PGM-19 Jupiter
PGM-19 Jupiter – jeden z pierwszych pocisków balistycznych typu MRBM wykorzystywanych przez Siły Powietrzne USA (wraz z PGM-17 Thor). Był produkowany przez Chrysler Corp. na bazie projektu autorstwa dr. W. von Brauna. Prócz wynoszenia głowicy jądrowej za jego pomocą przeprowadzono 13 grudnia 1958 i 28 maja 1959 roku dwa eksperymenty z udziałem ssaków naczelnych (tylko ten ostatni zakończył się sukcesem). Jego konstrukcja była podstawą dla 1. członu rakiety Juno II. W latach 60. wiele pocisków zostało rozmieszczonych we Włoszech i w Turcji w ramach programu NATO obejmującego obronę przed atakiem jądrowym ze strony Związku Radzieckiego.